# Axel Bakayoko
Axel Mohamed Bakayoko (Parigi, 6 gennaio 1998) è un calciatore francese, attaccante svincolato.

## Caratteristiche tecniche
Ala destra rapida e veloce, è particolarmente abile nel dribbling.

## Carriera

### Club
Cresciuto nel settore giovanile del Red Star, arriva all'Inter nel 2014: con i nerazzurri vince una Coppa Italia e un Campionato Primavera, riuscendo anche ad esordire in prima squadra, nella partita di Europa League vinta per 2-1 contro lo Sparta Praga.
Il 10 luglio 2017 viene ceduto in prestito al Sochaux, con cui il 6 aprile 2018 segna la prima rete in carriera, in occasione della vittoria per 3-2 contro l'Orléans. Il 17 luglio si trasferisce, sempre a titolo temporaneo, al San Gallo. Dopo una stagione positiva, l'Inter rinnova il prestito al San Gallo per un altro anno con diritto di riscatto fissato a 4 milioni di euro; a causa di alcuni problemi fisici, non riesce però a ripetersi sugli stessi livelli della sua prima stagione, e a fine campionato non viene riscattato dal club svizzero.
Il 22 dicembre 2020 si trasferisce, sempre a titolo temporaneo, alla Stella Rossa.

### Nazionale
Ha giocato nella nazionale francese Under-18.

## Statistiche

### Presenze e reti nei club
Statistiche aggiornate al 28 aprile 2025.
| Stagione            | Squadra             | Campionato          | Campionato | Campionato | Coppe nazionali | Coppe nazionali | Coppe nazionali | Coppe continentali | Coppe continentali | Coppe continentali | Altre coppe | Altre coppe | Altre coppe | Totale | Totale |
| Stagione            | Squadra             | Comp                | Pres       | Reti       | Comp            | Pres            | Reti            | Comp               | Pres               | Reti               | Comp        | Pres        | Reti        | Pres   | Reti   |
| ------------------- | ------------------- | ------------------- | ---------- | ---------- | --------------- | --------------- | --------------- | ------------------ | ------------------ | ------------------ | ----------- | ----------- | ----------- | ------ | ------ |
| 2016-2017           | Inter               | A                   | 0          | 0          | CI              | 0               | 0               | UEL                | 1                  | 0                  | -           | -           | -           | 1      | 0      |
| 2017-2018           | Sochaux             | L2                  | 17         | 1          | CF+CdL          | 1+1             | 0               | -                  | -                  | -                  | -           | -           | -           | 19     | 1      |
| 2018-2019           | San Gallo           | SL                  | 31         | 4          | CS              | 3               | 0               | UEL                | 0                  | 0                  | -           | -           | -           | 34     | 4      |
| 2019-2020           | San Gallo           | SL                  | 23         | 0          | CS              | 0               | 0               | -                  | -                  | -                  | -           | -           | -           | 23     | 0      |
| Totale San Gallo    | Totale San Gallo    | Totale San Gallo    | 54         | 4          |                 | 3               | 0               |                    | 0                  | 0                  |             | -           | -           | 57     | 4      |
| dic. 2020-giu. 2021 | Stella Rossa        | SL                  | 2          | 0          | CS              | 1               | 0               | UEL                | 1                  | 0                  | -           | -           | -           | 4      | 0      |
| 2021-2022           | Stella Rossa        | SL                  | 3          | 0          | CS              | 0               | 0               | UCL+UEL            | 1+0                | 0                  | -           | -           | -           | 4      | 0      |
| Totale Stella Rossa | Totale Stella Rossa | Totale Stella Rossa | 5          | 0          |                 | 1               | 0               |                    | 2                  | 0                  |             | -           | -           | 8      | 0      |
| 2023                | Cheonan City        | K2                  | 12         | 0          | CCS             | 1               | 0               | -                  | -                  | -                  | -           | -           | -           | 13     | 0      |
| 2023-2024           | NK Tabor Sežana     | 1.SNL               | 10         | 2          | -               | -               | -               | -                  | -                  | -                  | -           | -           | -           | 10     | 2      |
| ago. 2024-2025      | Casertana           | C                   | 20         | 0          | -               | -               | -               | -                  | -                  | -                  | -           | -           | -           | 20     | 0      |
| Totale carriera     | Totale carriera     | Totale carriera     | 118        | 7          |                 | 7               | 0               |                    | 3                  | 0                  |             | -           | -           | 128    | 7      |

## Palmarès

### Club

#### Competizioni giovanili
- Coppa Italia Primavera: 1

Inter: 2015-2016
- Campionato Primavera: 1

Inter: 2016-2017

#### Competizioni nazionali
- Campionato serbo: 1

Stella Rossa: 2020-2021
- Coppa di Serbia: 2

Stella Rossa: 2020-2021, 2021-2022